# Gates of Zendocon
Gates of Zendocon es un videojuego de acción del estilo "Matamarcianos" lanzado en 1989 por Epyx, desarrollado por Peter Engelbrite para la consola portátil Atari Lynx.
El juego es un shooter donde el jugador comanda una nave espacial que se desplaza en forma horizontal a través de 51 niveles ("universos"). En cada nivel, el jugador normalmente se enfrenta a enemigos de un tipo particular, pudiendo ser naves, seres alienígenas u obstáculos (estáticos o dinámicos) que forman parte del terreno. Durante el juego ocasionalmente se presentan alienígenas aliados que ayudan el jugador, proveyendo mejoras ofensivas y defensivas para la nave. 
Si el jugador recibe daño de un enemigo o proyectil, la nave en pantalla reflejará el daño y sus capacidades se verán reducidas:  un primer golpe daña el frente de la nave e impide el uso de los escudos, mientras que un segundo golpe daña el frente y el láser de la nave, dejándola prácticamente indefensa. Un tercer golpe destruye la nave.
Hay un nivel de bonificación escondido dentro del juego donde el jugador puede ganar puntuaciones altas por destruir las caras de los creadores del juego.